# Hemiclepsis kasmiana
Hemiclepsis kasmiana (лат.) — вид плоских пиявок (Glossiphoniidae).

## Описание
Общая длина Hemiclepsis kasmiana достигает 16 мм, ширина 4—5 мм. Тело листообразное, уплощённое в спинно-брюшном направлении, без сосочков. Края тела с мелкими зазубринами. Передняя часть тела (сегменты I—V) отделена от остального тела более узкой перетяжкой, образуя подобие «головки», но менее выраженной, чем у родственной Hemiclepsis marginata.

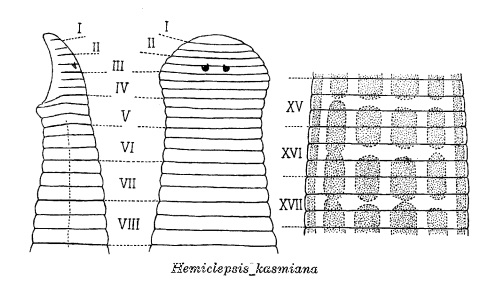
Сегментация тела Hemiclepsis kasmiana, видно перетяжку и обособленный головной конец

Окраска тела довольно тёмная, коричневатая, с пятью или семью продольными полосами. Также присутствуют сегментарно повторяющиеся, иногда прерывистые поперечные полосы тёмного цвета, занимающие второе кольцо каждого сегмента. Брюшная сторона тела светлая, однотонная.
Тело сегментированное, сегменты I и XXVI—XXVII состоят из 1 кольца, сегменты II—III и XXV состоят из двух колец, сегменты IV—XXIV — из трёх колец. Суммарно количество колец равно 72.

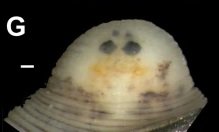
Головной конец. Видно пигментацию и две пары глаз. Шкала изображает отрезок длиной в 0,1 мм.

На переднем конце тела имеется две пары глаз, глаза передней пары существенно редуцированы, почти не заметны, а при фиксации в этаноле исчезают вовсе, из-за чего вид изначально был описан как имеющий всего 1 пару глаз. Передняя пара находится на границе II и III сегментов, задняя — на III сегменте.
Имеется мускулистый хобот. Желудок с 7 парами карманов (отростков). Кишечник с 4 парами коротких карманов.
Гермафродиты. Имеются семенной и яйцевой мешки. Мужское и женское половые отверстия (гонопоры) разделены 2 кольцами (мужская гонопора расположена между XI и XII сегментами, женская — на XII сегменте). Семенных мешков 6 пар. Размножение не описано.

## Образ жизни
Пресноводный вид.
Hemiclepsis kasmiana обнаружена внутри мантийных полостей двустворчатых моллюсков из семейств перловиц и жемчужниц (Margaritifera dahurica). Такого рода ассоциации не уникальны для этого вида — они показаны для нескольких других видов рода Hemiclepsis (Hemiclepsis khankiana, Hemiclepsis myanmariana, возможно Hemiclepsis marginata), а также родов Batracobdelloides и Placobdella.
Эктопаразит. Питается кровью рыб (показано питание на ротанах, Percottus, и сомах, Silurus).

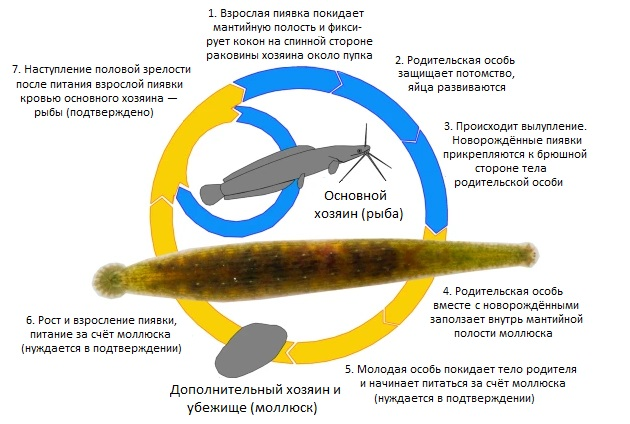
Предполагаемый авторами описания вида жизненный цикл Hemiclepsis, обитающих в ассоциации с моллюсками

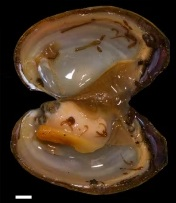
Многочисленные особи Hemiclepsis kasmiana в мантийной полости моллюска

Доподлинно неизвестно, в каких взаимоотношениях Hemiclepsis kasmiana находится с двустворчатым моллюском-хозяином. Авторы описания вида предполагают, что молодые особи могут питаться слизью и соками моллюска, однако процесс питания пока никто не наблюдал.

## Распространение
Широко распространена в Китае, встречается в Японии и Приморском крае.

## Таксономия
Изначально вид был описан Ока в составе рода Batracobdella, несмотря на то, что род Hemiclepsis к тому времени уже был выделен Вейдовским. В 2019 году вид был переописан как comb. rev..
Согласно молекулярным данным, наиболее близкие виды — Hemiclepsis khankiana и Hemiclepsis myanmariana, также обладающие жизненным циклом, ассоциированным с обитанием в перловицах. Метод молекулярных часов предсказывает обособление этой группы видов в олигоцене — миоцене.